# Dirocoremia simplicipes
Dirocoremia simplicipes är en skalbaggsart som först beskrevs av Pierre Émile Gounelle 1911.  Dirocoremia simplicipes ingår i släktet Dirocoremia och familjen långhorningar.
Artens utbredningsområde är Uruguay. Inga underarter finns listade i Catalogue of Life.